# Harlow, la blonde platine
Pour plus de détails, voir Fiche technique et Distribution.

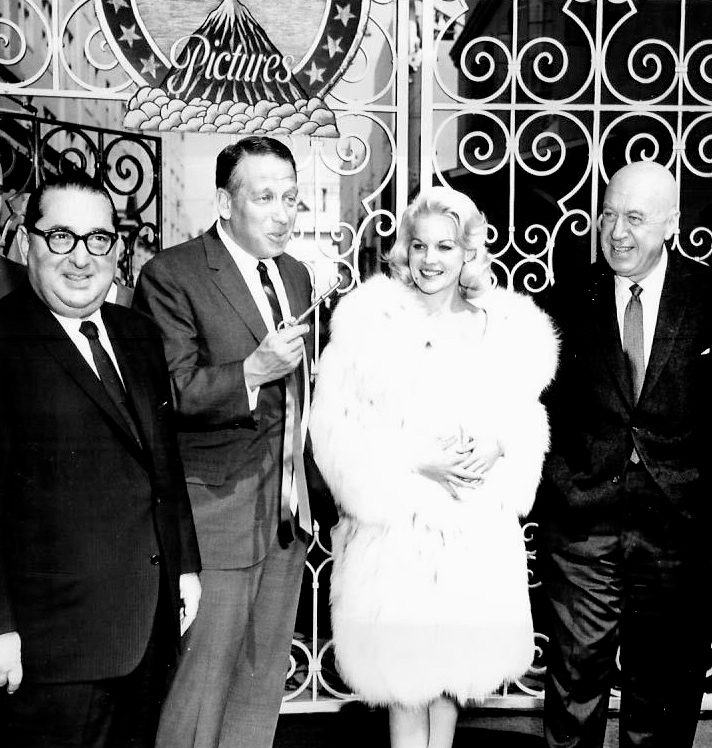
Joseph E. Levine, Howard W. Koch, Carroll Baker et Otto Preminger à la première du film

Harlow, la blonde platine (Harlow) est un film américain réalisé par Gordon Douglas, sorti en 1965.

## Synopsis
En 1928, à peine âgée de 17 ans, la jolie Jean Harlow décide, pour échapper à la misère promise par l'incapacité de son beau-père à les faire vivre, sa mère et elle, de devenir une star de l'écran. Son irréprochable plastique et sa chevelure blond platine lui valent un certain nombre de propositions, que Jean rejette souvent, préférant «ne pas tourner plutôt que mal tourner». L'imprésario Arthur Landau lui propose, moyennant une commission, de faire d'elle une vedette. Il réussit à l'imposer aux producteurs en lui faisant tourner de petites séquences burlesques avant de décrocher pour elle un contrat de sept ans. Sa beauté, plus que son modeste talent ou ses capacités intellectuelles, valent à Jean de triompher à Hollywood.

## Fiche technique
- Titre : Harlow, la blonde platine
- Titre original : Harlow
- Réalisation : Gordon Douglas
- Scénario : John Michael Hayes
- Photographie : Joseph Ruttenberg
- Montage : Frank Bracht et Archie Marshek
- Direction artistique : Roland Anderson et Hal Pereira
- Décorateur de plateau : James W. Payne
- Costumes : Edith Head, Robert Magahay et Ruth Stella
- Musique : Neal Hefti
- Production : Joseph E. Levine
- Société de production : Paramount Pictures, Embassy Pictures, Prometheus Enterprises Inc.
- Société de distribution : Paramount Pictures
- Pays de production : États-Unis
- Langue : Anglais
- Format : Couleurs (Technicolor) - 35 mm - 2,35:1 - Son : mono
- Genre : Drame
- Durée : 125 minutes
- Dates de sortie :
  - États-Unis : 23 juin 1965
  - France : 8 septembre 1965
- Affiche : Michel Landi (France)

## Distribution
- Carroll Baker (VF : Michèle Bardollet) : Jean Harlow
- Red Buttons (VF : Guy Piérauld) : Arthur Landau
- Raf Vallone (VF : Lui-même) : Marino Bello
- Angela Lansbury (VF : Lita Recio) : Mama Jean Bello
- Peter Lawford (VF : Jacques Deschamps) : Paul Bern
- Mike Connors (VF : René Arrieu) : Jack Harrison
- Martin Balsam (VF : Pierre Leproux) : Everett Redman
- Leslie Nielsen (VF : Michel Gatineau) : Richard Manley
- Mary Murphy : Sally Doane
- Hanna Landy (VF : Renée Simonot) : Beatrice Landau
- Peter Hansen (VF : Albert Augier) : Assistant réalisateur Hansen
- Kipp Hamilton : Marie Tanner
- Peter Leeds : Parker

Acteurs non crédités :
- Billy Curtis : Vendeur de journaux
- Don Haggerty : Capitaine de police
- Myron Healey : Rex Chambers

## Autour du film
- Un autre film consacré à la vie de la star sortit La même année, Harlow de Alex Segal avec Carol Lynley dans le rôle de Jean Harlow.